# Маркович, Сима
Си́ма Ма́ркович (серб. Сима Марковић, хорв. Sima Marković, 8 ноября 1888, Крагуевац — 19 апреля 1939, Москва) — югославский математик, философ, политик-коммунист, деятель Коминтерна.

## Биография
Родился в Крагуеваце в семье учителя истории и сербского языка, директора местной гимназии и политика Милоша Марковича. В 1907 окончил гимназию в Крагуеваце. В 1911 окончил Белградский университет. После окончания университета занимался математикой. Защитил докторскую диссертацию «Общее уравнение Риккати первого порядка» (хорв. Opšta Riccati-eva jednačina prvog reda).
Был избран младшим профессором на философский факультет Белградского университета, но вскоре, в 1920 году, был вынужден оставить преподавание после выхода декрета «Обзнана», который запрещал пропагандистскую деятельность компартии.
В 1920 был одним из основателей Коммунистической партии Югославии на съезде в Вуковаре. Был избран первым секретарём партии. Входил в Исполком Коминтерна. В партии принадлежал к правому крылу, выступая за целостность Югославии, за что критиковался некоторыми коммунистами как «великосербский шовинист». В 1928 году был смещён с поста секретаря партии.
Написал несколько трудов, посвящённых философии науки. За свою коммунистическую деятельность Маркович несколько раз арестовывался югославскими властями, и был отправлен в ссылку, из которой в 1935 году бежал в СССР. Работал научным сотрудником в Институте философии АН СССР.
Арестован 19 июля 1938. В составе группы из 11 человек (Белич М., Чопыч-Сенько В. И., Рихтер А. Э., Булыгин А. М., Кубурич И. Г., Драгачевац П. П., Мартынович-Малишич И. П., Бергер К. И., Лихт Ф. Д., Маркович С. М., Дреновский Д. П.). 19 апреля 1939 приговорён ВКВС к смертной казни, по обвинению в антисоветской, шпионской и террористической деятельности. Все 11 человек были расстреляны 19 апреля 1939 года. Прах захоронен на территории Донского крематория г. Москвы.

## Труды
- Opšta Riccati-eva jednačina prvog reda (Общее уравнение Риккати первого порядка), 1913
- Ustavno pitanje i radnička klasa Jugoslavije (1923)
- Nacionalno pitanje u svetlosti marksizma
- Teorija relativiteta — «Теория относительности»
- Iz nauke i filozofije (1925) — «Наука и философия»
- Ajnštajnova teorija relativiteta (1929) — «Эйнштейновская теория относительности»
- Komunizam u Jugoslaviji (na nemačkom)
- Seljačko pitanje i agrarna kriza (1932)
- O pokretu za reformu matematičke nastave (1932)
- Osnovni pojmovi političke ekonomije (1933)
- Kritički osvrti I i II (1934, под псевдонимом dr. Vasilije Bunić)
- Princip kauzaliteta i moderna fizika (1935) — принцип причинности и современная физика
- Prilozi dijalektičko-materijalističkoj kritici Kantove filozofije (1936) — приложения диалектическо-материалистической критики философии Канта.